# 구글 애즈
구글 애즈(Google Ads)는 구글에서 제작한 셀프 서비스 광고 프로그램이다. 광고주는 구글 애즈에 가입함으로써 구글 웹사이트와 애드센스에 가입한 웹사이트에 광고를 넣을 수 있다. 2018년 7월 23일까지 구글 애드워즈(Google Adwords)였다.

## 역사

과거 서비스 로고

구글은 2000년 애드워즈를 출범시켰다. 처음에 애드워즈 광고주들은 월별로 서비스를 결제하면 구글은 이들의 캠페인을 구축하고 관리해주는 방식을 가졌다. 중소기업 및 자신의 캠페인을 관리하길 원하는 업체를 수용하기 위해 구글은 곧 애드워즈 셀프서비스 포털을 도입했다. 2005년, 구글은 점프스타트(Jumpstart)라는 이름의 캠페인 관리 서비스를 시작했다.
애드워즈 시스템은 처음에 MySQL 데이터베이스 엔진 위에 구현되었다. 시스템 런칭 이후 경영진은 오라클 사용을 결정했으나 시스템 속도가 더 느려진 뒤로 끝내 MySQL로 회귀했다. 마침내 구글은 광고 사업에 특화된 커스텀 분산 구글 F1(Google F1)이라는 이름의 관계형 데이터베이스 관리 시스템(RDBMS)을 개발하였다. 인터페이스는 스프레드시트 편집, 검색 쿼리 보고서, 컨벤션 매트릭스를 제공한다.

## 같이 보기
- 애드센스
- 애드몹